# Jeta Faqolli
Jeta Faqolli (ur. 9 stycznia 1979 w Librazhdzie) – albańska piosenkarka.

## Życiorys
W latach 2006 i 2009 wzięła udział w festiwalu muzycznym Kënga Magjike.

## Dyskografia[1]

### Albumy
| Rok  | Album             |
| ---- | ----------------- |
| 2002 | Mashkull i hutuar |
| 2006 | Provokimet        |
| 2011 | Pop corn          |

### Teledyski
| Rok  | Teledysk         |
| ---- | ---------------- |
| 2005 | Vetëm me ty      |
| 2006 | Provokimet       |
| 2011 | It's time        |
| 2014 | Party Girl       |
| 2016 | Një zemër        |
| 2016 | Lojrat qe ben ti |
| 2018 | Bashke           |
| 2019 | Mos ma tesh      |